# Black Africa Football Club
El Black Africa Football Club és un club namibià de futbol de la ciutat de Windhoek.

## Palmarès
- Lliga namibiana de futbol:[2]
  - 1989, 1994, 1995, 1998, 1999, 2011, 2012, 2013, 2014, 2019

- Copa namibiana de futbol:[3]
  - 1990, 1993, 2004